# Landkreis Cloppenburg
Landkreis Cloppenburg är ett distrikt (Landkreis) i det tyska förbundslandet Niedersachsen. Distriktet ligger inom det historiska området Oldenburger Land och gränsar till distrikten Emsland, Leer, Ammerland, Oldenburg, Vechta och Osnabrück.

## Natur och kultur
Cloppenburgdistriktet ligger på det nordtyska låglandet och präglas av myrar och så kallade geestområden. 
Inom distriktet finns en av Tysklands språkliga minoriteter, saterfriserna, som har ett eget språk, saterfrisiska. 

## Näringsliv
De viktigaste näringarna i distriktet är jordbruk och tjänstesektorn. Sedan 1875 är Cloppenburg förbundet med det tyska järnvägsnätet, bland annat Oldenburg. Genom distriktet går två motorvägar A1 och A29 och ett antal kanaler, bland annat Küstenkanal.   

## Städer och kommuner i Cloppenburgdistriktet
I förvaltningsrättslig mening finns i modern tid ingen skillnad mellan begreppet Stadt (stad) gentemot Gemeinde (kommun).

### Einheitsgemeinden
| - Barssel - Bösel - Cappeln (Oldenburg) - Cloppenburg (stad) | - Emstek - Essen (Oldenburg) - Friesoythe (stad) | - Garrel - Lastrup - Lindern (Oldenburg) | - Löningen (stad) - Molbergen - Saterland |